# Nötknäpparen
Nötknäpparen (ryska: «Щелкунчик», Sjtjelkuntjik) är en balett, "balettféeri" (sagospel), i två akter (fem tablåer) med musik av Pjotr Tjajkovskij (op. 71). Libretto av Marius Petipa som bygger på berättelsen Nötknäpparen av E.T.A. Hoffmann. Koreografi av Lev Ivanov. Uruppförandet skedde den 18 december 1892 på Mariinskijteatern i Sankt Petersburg.

## Historia

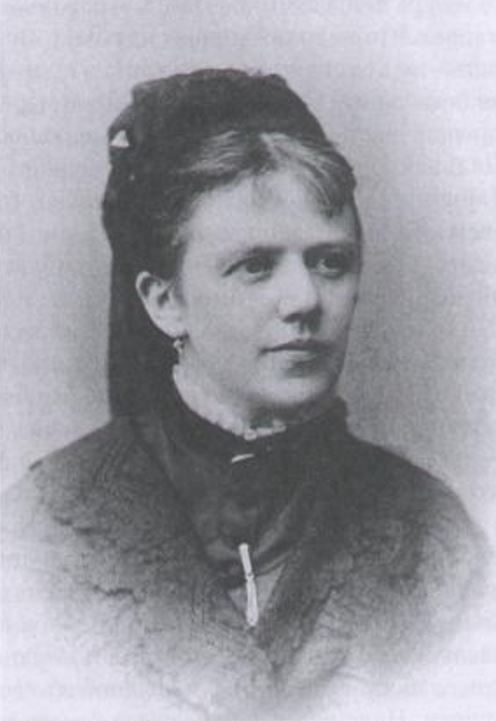
Tjajkovskijs syster Sasja (Aleksandra Davydova).

18 månader innan baletten ursprungligen visades bad Tjajkovskij att få hoppa av projektet. Han skrev ett brev till Ivan Vsevolozjskij, chefen över samtliga teatrar i Sankt Petersburg som hade kommissionerat Tjajkovskij för att skriva musiken. Han skrev bland annat:
Jag har inte på länge känt mig så olycklig som nu. "Syltembourg", "Nötknäppare"... - dessa bilder glädjer mig inte, ger mig inte inspiration, men skrämmer och förföljer mig, vaken som sovande, och hånar mig med tanken att jag inte kommer stå ut med dem. [...] I natt bestämde jag mig att det inte kan fortsätta såhär, och att jag tyvärr måste meddela till dig att jag vägrar att hålla mitt ord.– Tjajkovskij, 15 april 1891 
Även mellan koreografen Petipa och Vsevolozjskij gick samarbetet dåligt. Vsevolozjskij fortsatte dock arbetet med baletten – kostymer hade redan sytts och hovet väntade sig en ny balett – men han gav Tjajkovskij ett år till på sig att skriva klart musiken.
Dagen efter Tjajkovskij hade skrivit sitt brev till Vsevolozjskij, meddelades han att hans syster Sasja (Aleksandra Davydova) hade avlidit. Tjajkovskij var just då på väg till Amerika, och skrev till sin bror att han efter detta besked var ännu mindre benägen att skriva klart musiken till Nötknäpparen. Han hade en mycket nära relation till sin syster.
Under sin resa till Amerika skrev han dagbok. Fyra dagar efter beskedet om sin systers bortgång skrev han att systerns bortgång och de tragiska händelser i hennes liv som tidigare skapat mycket lidande för honom, kändes som minnen från ett förflutet mycket långt borta. Vidare uttryckte han sig i brevet att han tvingade sig själv att tänka på annat än det som var jobbigt att tänka på, och istället fokusera på båten han reste i, de fransmän han åkte med, maten, och så vidare. Den amerikanske musikologen Roland John Wiley skriver i sin analys av situationen att det inte går att veta säkert vad som fick Tjajkovskijs inställning till Nötknäpparen att förändras. Han menar dock att det kan ha kopplingar till denna fjärde dag på hans resa till Amerika och de tankar han skrev ned denna dag. I slutändan färdigställde han musiken till baletten, långt före uppsatt tidsgräns.
Baletten uruppfördes på Mariinskijteatern i Sankt Petersburg den 18 december 1892.
Den svenska premiären ägde rum på Stockholmsoperan den 28 november 1929 och den iscensattes åter med premiär den 21 januari 1947 och den 17 november 1967.
Nötknäpparen blev TV-film 1993 med Macauley Culkin i titelrollen.

## Handling

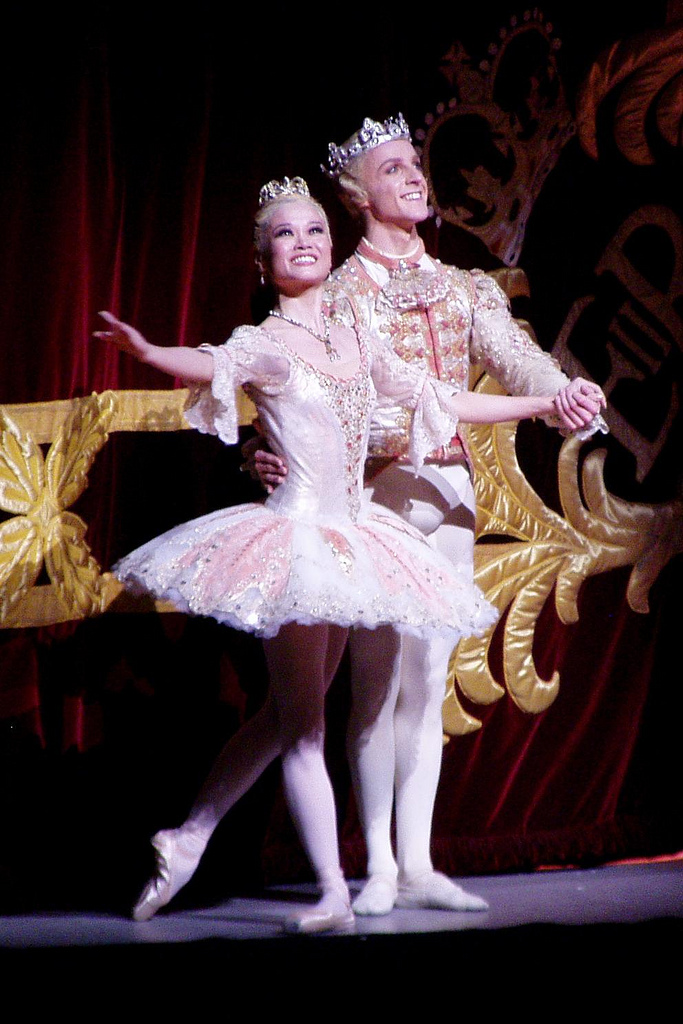
Sockerfen och hennes prins, från en uppsättning från 2009 vid Royal Ballet i London.

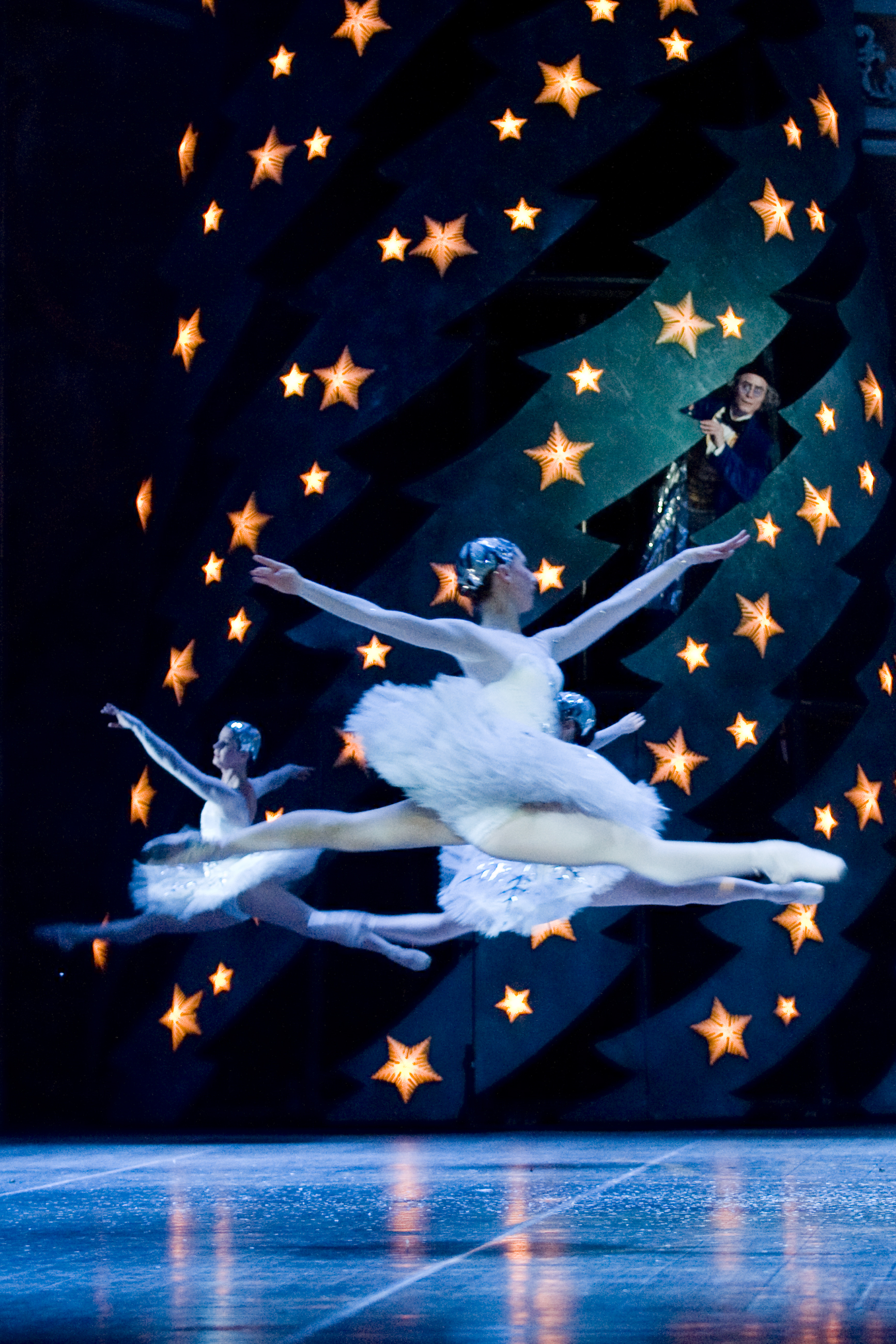
En svensk uppsättning av Nötknäpparen vid Kungliga Operan.

### Benämnda roller
- Clara (i originalberättelsen heter rollfiguren Marie)
- Fritz, bror till Clara
- Drosselmayer, i originalhistorien gudfar till Marie (Clara) och Fritz
- President Silberhaus
- Nötknäpparen
- Sockerfen (Karamellfen)
- Muskungen

### Resumé
I baletten börjar historien i President Silberhaus hem, där många barn och gäster infinner sig för ett julfirande. När Drosselmayer kommer in i rummet börjar klockorna mystiskt att ringa, och barnen blir rädda. Han har dock tagit med sig leksaker, och vinner därför snabbt barnens förtroende. Silberhaus bestämmer dock att barnen ska lägga undan leksakerna, varefter Clara och Fritz blir ledsna. För att trösta dem ger Drosselmayer dem en nötknäppare, men ett bråk uppstår kring vem som ska ha den. Därefter försöker Fritz knäppa en för stor nöt och nötknäpparen går sönder. Clara tar sedan hand om den trasiga nötknäpparen. Senare har Clara svårt att sova och går ner till stora salen igen, men salen invaderas snabbt av många möss och en stor muskung. Clara tar skydd vid nötknäpparens säng, och därefter inleds en strid mellan mössen och ett antal leksaker som leds av nötknäpparen. Nötknäpparen strider en mot en med Muskungen, men tycks förlora – men vinner efter att Clara kastat sin sko på Muskungen. Nötknäpparen förvandlas sedan till en vacker prins.
I andra akten är Clara och Nötknäpparen i fantasilandet "Syltbourg" (engelska: "confiturembourg"). Flera tableau vivanter visas innan Sockerfen uppenbarar sig och välkomnar Clara och nötknäpparen. Baletten avslutas med att hela Syltbourg firar deras återkomst med ett flertal danser.

### Analys
I artikeln On Meaning in "Nutcracker" försöker musikologen Roland John Wiley bena ut huruvida Tjajkovskij i musiken till Nötknäpparen hade en bakomliggande mening som kunde förklara att han i slutändan skrev klart musiken till Nötknäpparen. Wileys teori var att Sockerfen representerade Tjajkovskijs avlidna syster, och att Drosselmayer representerade Tjajkovskij själv. Sockerfen representerar enligt Wiley systern på så vis att det magiska land som Sockerfen bor i och de ljuvliga omständigheter som omger Sockerfen, är en slags utopi som han hade önskat åt sin syster. Wiley menar att det finns ett stort antal likheter mellan Tjajkovskij och Drosselmayer. Drosselmayer levde utanför tid och rum, var både farbror och gudfar, men hade inga barn själv. Detta till trots var hans kärlek till barn stark, och hans kärlek till Clara är enligt Wiley lika stark som Tjajkovskijs kärlek till Sasjas barn, om än att det i Drosselmayers fall inte var lika uttalat. Wiley menade således att Tjajkovskij troligen kände igen sig i Drosselmayer. I förlängningen menar således Wiley, att den andra akten – när Clara infinner sig i Syltbourg med sin prins, är den utopi och vision som Drosselmayer önskar till Clara. Vidare stärker Wiley hans ansedda samband mellan Drosselmayer och Tjajkovskij i att Drosselmayer i originalberättelsen står som utanför tid och rum. Således är all tid och alla händelser i Drosselmayers perspektiv en och samma tanke. Drosselmayer är därför inte likt Tjajkovskij nedstämd för en specifik händelse, utan till följd av att han vandrat i världen alltför länge. Enligt Wileys tolkning, är således Drosselmayer ansvarig för samtliga fantastiska skeenden som Clara får uppleva i baletten.
Wiley stödjer sin analys i diverse möjliga tecken i musiken. Wiley menar att i rytmen i Sockerfens dans överensstämmer rytmen perfekt till prosodin till en fras som var mycket viktig för Tjajkovskij tiden efter hans systers bortgång – "I so svyatymi upokoi". Vilket betyder "Och med helgonen ger ro", som är en viktig fras i en begravningsceremoni inom den ryska ortodoxa kyrkan. I Drosselmayers fall ser Wiley omfattande tecken i flera tonartsbyten i musiken, både gällande när de sker och vilka tonarter det är. Wiley menar att denna analys förklarar och försvarar den annars osammanhängande baletten, men understryker att det inte finns några säkra belägg för hur Tjajkovskij tänkte när han komponerade musiken. Hans analys är således enbart en teori.

## Kritik
Baletten har främst fått kritik för dess adaption av originalverket. Baletten har kritiserats för att vara osammanhängande och ologisk. Även dess koreografi har kritiserats för att inte vara balett till följd av en ansedd avsaknad av klassisk koreografi – kritikern ifråga påpekade att det "i hela första akten inte fanns en enda klassisk pas". Vidare har den kritiserats för att inte vara tydlig med huruvida de övernaturliga skeendena är drömmar eller verklighet. I originalverket finns en dialog mellan Maria (Clara) och Drosselmayer som tydligt bekräftar att de övernaturliga skeendena inte är på låtsas, men baletten har gett utrymme för att tolkas som att allt är Claras dröm.
Vidare nämns även att tiden inte blir en sammanhängande faktor genom hela baletten. I början görs tydlig notering vid tid, men efter de övernaturliga skeendena kommer tycks tiden inte längre spela någon roll. I originalberättelsen läggs större vikt vid tiden, och där understryks även Drosselmayers magiska kraft över tiden, och förmåga att vandra mellan tid och rum. Exempelvis omtalas i originalberättelsen en saga där Drosselmayer är med, fast i en helt annan tidsålder.
I sin analys av baletten nämner dock Roland John Wiley att libretton undergick flera revisioner innan den blev klar. Petipa hade i en revidering infört revolutionära övertoner som sedan försvann, vilket gör att Wiley nämner att det är möjligt att Petipa hade haft en version som var närmare originalberättelsen. Ett antal magiska skeenden kring Drosselmayer i akt 1 kan i sådana fall ha försvunnit som följd av eventuella politiska påtryckningar på Petipa, om Petipa hade integrerat dessa magiska skeenden i sina politiska övertoner.

### Inspelningar
- Inspelning av hela baletten från 2012 i Mariinskijteatern i St Petersburg